# Куртмон Варан
Куртмон Варан (фр. Courtemont-Varennes) насеље је и општина у североисточној Француској у региону Пикардија, у департману Ен (Пикардија) која припада префектури Шато Тјери.
По подацима из 2011. године у општини је живело 293 становника, а густина насељености је износила 49,0 становника/km². Општина се простире на површини од 5,98 km². Налази се на средњој надморској висини од 67 метара (максималној 224 m, а минималној 62 m).

## Демографија
| 1962. | 1968. | 1975. | 1982. | 1990. | 1999. | 2011. |
| ----- | ----- | ----- | ----- | ----- | ----- | ----- |
| 214   | 231   | 226   | 250   | 289   | 295   | 293   |

График промене броја становника у току последњих година